# مانیتور کلاس ابرکرومبیا
مانیتور کلاس ابرکرومبیا (به انگلیسی: Abercrombie-class monitor) یک کلاس از کشتی است که طول آن ۳۳۴ فوت ۶ اینچ (۱۰۱٫۹۶ متر) می‌باشد.